# Кампания в долине Хатт
Кампания в Долине Хатт в марте — августе 1846 года — вооруженное столкновение между британскими поселенцами и маори во время Новозеландских земельных войн. Скупка Новозеландской компанией исконных земель маори, а также пренебрежительное отношение прибывших колонистов к местному коренному населению стали основными причинами конфликта.

## Вопрос о собственности на землю
Между самими маори не было единого мнения по поводу того, кто является законными владельцами земли в Долине Хатт. Первыми этот район населяли члены трех маленьких племен (хапу): рангитане, нгати-апа и муаупоко. В результате Мушкетных войн они были вытеснены оттуда другими хапу: нгати-тоа и нгати-рангатахи. Считая, что они были незаконно лишены своих владений, Рангитане не имели ничего против поселения там британских колонистов. Но новые хозяева земли, которые считали, что они являются собственниками территории на основе завоевания, выступили против этого. Между тем, Новозеландская компания не имела намерения оспаривать права продавцов распоряжаться земельными ресурсами.

## Бой в Долине

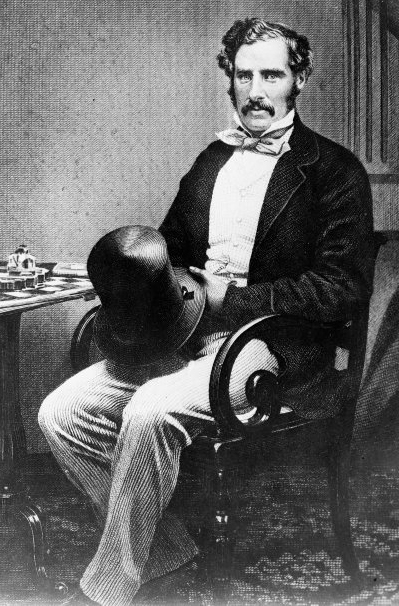
Губернатор Новой Зеландии сэр Джордж Грей

С 1842 года росла напряженность между белыми и маори в окрестностях Веллингтона, особенно в связи с претензиями британцев на земли в долине реки Хатт. Племя Нгати-Рангатахи были полны решимости отстоять свои земли. Вождь Те Рангихаеата, участвовавший ранее в инциденте в Уаирау, собрал под своим командованием около двух сотен воинов. Британские поселенцы создали отряды самообороны, к ним примкнуло маорийское племя Атиава. В феврале 1846 года британцы уже имели в долине Хатт около тысячи вооруженных воинов.
27 февраля 1846 года первыми напали британцы, разорив небольшое маорийское поселение в Мараенуку. В ответ вождь Те Рангихаеата организовал ряд налетов на дома поселенцев в долине реки Хатт. Вначале Те Рангихаеата стремился избегать кровопролития, маори только уничтожали имущество белых. 3 марта произошло первое боевое столкновение маори с ополченцами — «пакеха». Новозеландский губернатор Джордж Грей объявил военное положение и усилил британские гарнизоны.
2 апреля было убито два поселенца. Предполагалось, что это сделали воины Те Рангихаеаты. 16 мая воины маори напали хорошо укрепленную ферму Булкотта. Ополченцы отбили первые нападение противника. Бой длился несколько часов. После получения подкрепления колонисты заставили маори отступить. В бою британцы потеряли убитыми 16 человек. Через месяц патруль ополченцев попал в засаду маори, четверо были ранены.

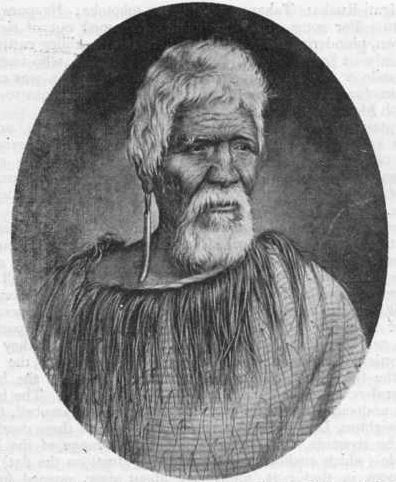
Вождь Те Памаку, союзник Те Рангихаеата в борьбе против англичан

6 августа 1846 года произошла битва при Бэттл Хилл. Англичане имели численное превосходство (250 солдат, ополченцев и полицейских Веллингтона, 2 мортиры, а также 150 союзных маори из племени нгати-ава). Вождь Те Рангихаеата, имевший под своим командованием триста людей, среди которых было много женщин и детей, занял укрепленную позицию на гребне поперек узкого лесного дефиле. Маори отразили первый приступ противника, который потерял убитыми три человека. Затем белые в течение трех дней обстреливали маорийский лагерь из двух мортир, не нанеся повстанцам существенных потерь. Маори потеряли убитыми только девятерых. 10 августа англичане вынуждены были отступить. Против нгати-тоа остались их давние враги нгати-ава, союзники белых. 13 августа союзные маори заняли лагерь противника, который к этому времени успел отступить. Вождь Те Рангихаеата со своими сторонниками покинул Долину реки Хатт и отступил вглубь острова, где он построил новую крепость.

## Конец сопротивления

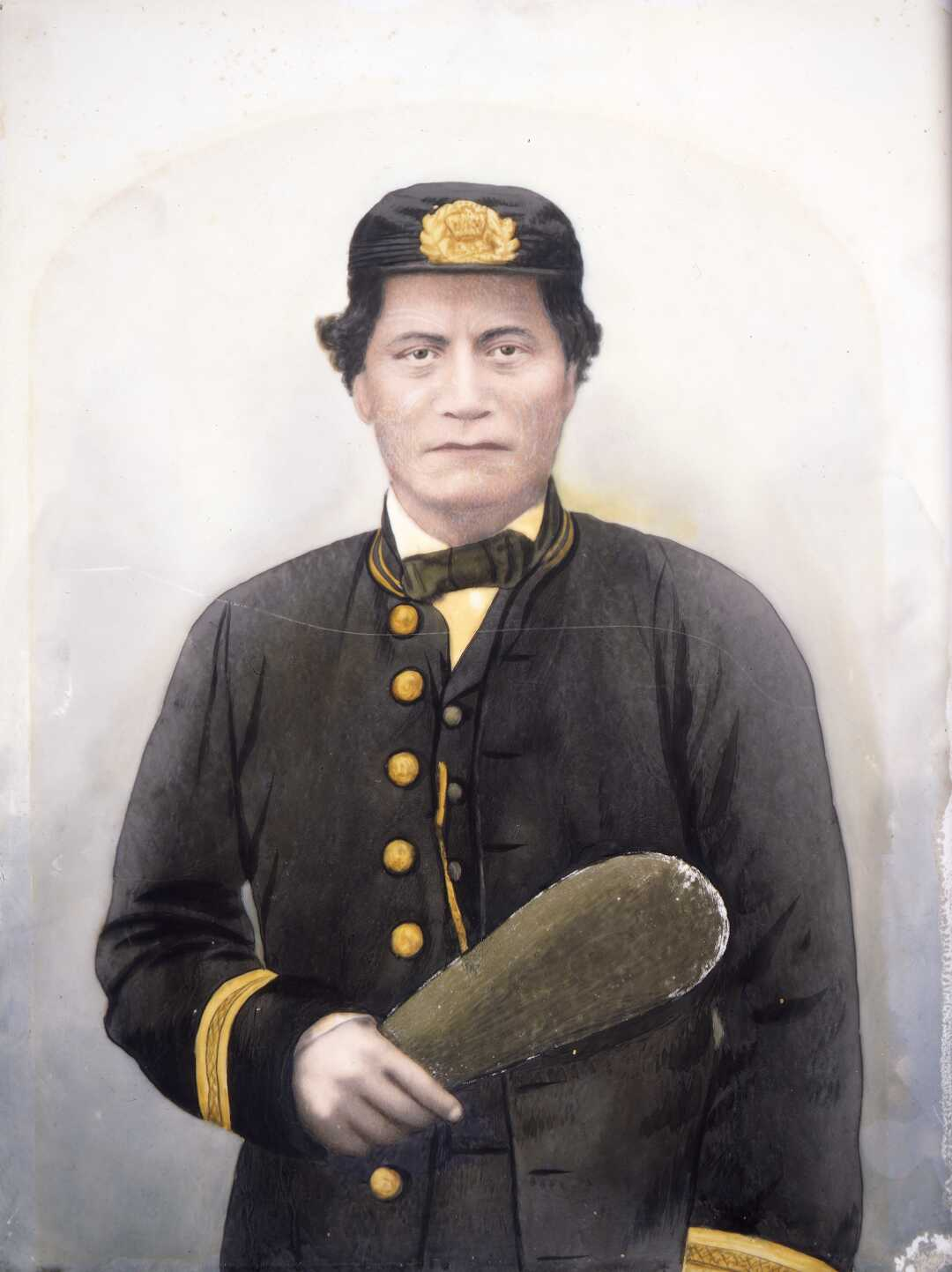
Равири Пуаха, вождь племени нгати-тоа, в 1846 году воевавший на стороне англичан

Долина реки Хатт осталась под контролем колонистов. Вождь Те Мамаку вернулся в Уонгануи. Те Рангихаеата построил крепость (па) на берегу реки Манавату, откуда он смог эффективно противостоять британскому проникновению на маорийскую территорию вплоть до своей смерти в 1856 году.
Маори не были разбиты. Почти из всех схваток они выходили победителями, или, по крайней мере, без потерь. Теперь они отступили, просто не имея намерения больше атаковать белых. Было тому несколько причин. Их основное поселение находилось в районе Уонгануи, довольно далеко на севере, что чрезмерно растягивало их линии снабжения, поэтому страдали от нехватки пищи и боеприпасов.
Однако, вероятно, главной причиной был арест британцами известного племенного вождя Те Раупарахи. Он был известным противником английских захватчиков во время инцидента в Долине Уаирау, и, более того, он был дядей Те Рангихаеаты. В этом конфликте, однако, он не участвовал. Авторитетный и недружелюбно настроенный к британцам вождь Те Раупараха был потенциально опасен. 23 июля 1846 года по приказу губернатора Джорджа Грея вождь Те Раупараха был арестован в поселке Таупо, в окрестностях от нынешнего Плиммертона. Те Раупараха был обвинен англичанами в измене, поставках оружия, боеприпасов и провианта Те Рангихаеате.